# Skyrunner World Series 2017
Navigation
2016 2018
Le Skyrunning World Series 2017 est la seizième édition du Skyrunner World Series, compétition internationale de Skyrunning fondée en 2002 par la Fédération internationale de skyrunning. La compétition se divise en trois catégories: Sky Classic, Sky Extreme et Sky Ultra. 
Contrairement aux précédentes éditions, l'épreuve du kilomètre vertical n'est pas inclus et fera l'objet d'un circuit indépendant. Un vainqueur est désigné pour chaque catégorie, ainsi qu’un champion World Series sur l’ensemble des courses toutes catégories confondues.

## Règlement
Les points sont attribués de la manière suivante pour les hommes : 100-88-78-72-68 points, pour les cinq premières places, puis par incrément dégressif de 3 points jusqu’à la vingtième place et par incrément dégressif de 2 points jusqu’à la trentième place.
Pour les femmes, les points attribués sont de 100-88-78 pour les cinq premières places, puis par incrément dégressif de 6 points jusqu’à la quatorzième place et 3 points pour la quinzième place.
Les points de certaines courses sont augmentés de 20%.
Les points pris en compte pur le classement par catégories sont :
- Sky Classic : cinq meilleurs résultats
- Sky Extreme : deux meilleurs résultats
- Sky Ultra : trois meilleurs résultats

Un classement général est établi pour tout coureur ayant fini au moins une course dans chaque catégorie. Au maximum, 4 épreuves Sky Classic ou Sky Extreme (1 épreuve de chaque au minimum) ainsi qu'une épreuve Sky Ultra sont prises en compte.

## Programme

### Sky Classic
| Nom de la course               | Distance | Dénivelé   | Pays        | Date              | Gagnant             | Gagnante             |
| ------------------------------ | -------- | ---------- | ----------- | ----------------- | ------------------- | -------------------- |
| Yading Skyrun                  | 29 km    | 2 345 m D+ | Chine       | 2 mai 2017        | Bhim Gurung         | Megan Kimmel         |
| Maratón Alpina Zegama-Aizkorri | 42 km    | 2 736 m D+ | Espagne     | 28 mai 2017       | Stian Angermund-Vik | Maite Maiora         |
| Livigno Skymarathon            | 34 km    | 2 700 m D+ | Italie      | 18 juin 2017      | Tadei Pivk          | Maite Maiora         |
| Olympus Marathon               | 44 km    | 3 200 m D+ | Grèce       | 24 juin 2017      | Aritz Egea          | Ragna Debats         |
| Buff Epic Trail                | 42 km    | 3 200 m D+ | Espagne     | 8 juillet 2017    | Eugeni Gil Ocaña    | Oihana Azkorbebeitia |
| Dolomites SkyRace              | 22 km    | 1 750 m D+ | Italie      | 22 juillet 2017   | Jan Margarit        | Laura Orgué          |
| SkyRace Comapedrosa            | 21 km    | 2 280 m D+ | Andorre     | 30 juillet 2017   | Jan Margarit        | Sheila Avilés        |
| Matterhorn Ultraks 46K         | 48 km    | 3 600 m D+ | Suisse      | 26 août 2017      | Marco De Gasperi    | Ragna Debats         |
| The Rut 28K                    | 28 km    | 2 375 m D+ | États-Unis  | 2 septembre 2017  | Aritz Egea          | Laura Orgué          |
| Ring of Steall SkyRace         | 29 km    | 2 500 m D+ | Royaume-Uni | 16 septembre 2017 | Stian Angermund-Vik | Laura Orgué          |
| Limone Extreme SkyRace         | 27 km    | 2 480 m D+ | Italie      | 14 octobre 2017   | Marco De Gasperi    | Tove Alexandersson   |

### Sky Extreme
| Nom de la course    | Distance | Dénivelé   | Pays        | Date              | Gagnant        | Gagnante        |
| ------------------- | -------- | ---------- | ----------- | ----------------- | -------------- | --------------- |
| Royal Gran Paradiso | 52 km    | 4 000 m D+ | Italie      | 16 juillet 2017   | Bhim Gurung    | Maite Maiora    |
| Tromsø Skyrace      | 53 km    | 4 600 m D+ | Norvège     | 5 août 2017       | Jonathan Albon | Maite Maiora    |
| Glen Coe Skyline    | 55 km    | 4 746 m D+ | Royaume-Uni | 17 septembre 2017 | Kílian Jornet  | Emelie Forsberg |

### Sky Ultra
| Nom de la course          | Distance | Dénivelé   | Pays        | Date              | Gagnant                                 | Gagnante         |
| ------------------------- | -------- | ---------- | ----------- | ----------------- | --------------------------------------- | ---------------- |
| Transvulcania             | 75 km    | 4 350 m D+ | Espagne     | 13 mai 2017       | Tim Freriks                             | Ida Nilsson      |
| Ultra SkyMarathon Madeira | 55 km    | 4 000 m D+ | Portugal    | 3 juin 2017       | Jonathan Albon                          | Hillary Allen    |
| Scenic Trail              | 113 km   | 7 000 m D+ | Suisse      | 9 juin 2017       | Stephan Hugenschmidt Matthias Dippacher | Francesca Canepa |
| High Trail Vanoise        | 67 km    | 5 400 m D+ | France      | 8 juillet 2017    | Luis Alberto Hernando                   | Megan Kimmel     |
| The Rut 50K               | 50 km    | 3 200 m D+ | États-Unis  | 3 septembre 2017  | Luis Alberto Hernando                   | Ragna Debats     |
| Devil’s Ridge Ultra       | 60 km    | 2 250 m D+ | Chine       | 9 septembre 2017  | Min Qi                                  | Francesca Canepa |
| Ben Nevis Ultra           | 110 km   | 4 000 m D+ | Royaume-Uni | 16 septembre 2017 | Donald Campbell                         | Mira Rai         |
| Ultra Pirineu             | 110 km   | 6 800 m D+ | Espagne     | 23 septembre 2017 | Pablo Villa                             | Maite Maiora     |

## Podiums

### Hommes
| Catégorie   | Or                               | Argent                              | Bronze                      |
| ----------- | -------------------------------- | ----------------------------------- | --------------------------- |
| Sky         | Marco De Gasperi 511,6 points    | Aritz Egea 462,4 points             | Jan Margarit 455,6 points   |
| Sky Extreme | Jonathan Albon 208 points        | Bhim Gurung 205,6 points            | André Jonsson 153 points    |
| Ultra       | Luis Alberto Hernando 305 points | Aurélien Dunand-Pallaz 271,6 points | Dmitry Mityaev 259,6 points |

Chez les hommes, le titre de champion toutes catégories confondues revient au Britannique Jonathan Albon.

### Femmes
| Catégorie   | Or                         | Argent                    | Bronze                        |
| ----------- | -------------------------- | ------------------------- | ----------------------------- |
| Sky         | Sheila Avilés 449,6 points | Laura Orgué 416,8 points  | Ragna Debats 401,6 points     |
| Sky Extreme | Maite Maiora 220 points    | Ragna Debats 183,6 points | Malene Haukøy 154 points      |
| Ultra       | Ragna Debats 295,6 points  | Hillary Allen 262 points  | Francesca Canepa 257,6 points |

Chez les femmes, le titre de championne toutes catégories confondues revient à l'espagnole Maite Maiora.